# Плёс (Саратовская область)
Плёс — село в Фёдоровском районе Саратовской области, в составе сельского поселения Морцевское муниципальное образование.
Население — 335 (2010).

## История
Предположительно основано при строительстве станции Плёс линии Покровская Слобода — Уральск Рязано-Уральской железной дороги. Движение открыто в 1894 году.
После образования АССР немцев Поволжья посёлок был включён в состав Фёдоровского кантона. Согласно переписи населения 1926 года в посёлке при станции Плёс проживало 110 жителей, в том числе 36 немцев (32,7 %)
28 августа 1941 года был издан Указ Президиума ВС СССР о переселении немцев, проживающих в районах Поволжья. Немецкое население депортировано, село, как и другие населённые пункты Фёдоровского кантона включено в состав Саратовской области. По состоянию на 1956 год село Плёс относилось к Первомайскому району Саратовской области.

## Физико-географическая характеристика
Село расположено в Низком Заволжье, в пределах Сыртовой равнины, относящейся к Восточно-Европейской равнине, по обе стороны от железной дороги, на высоте около 105 метров над уровнем моря. Рельеф равнинный, слабохолмистый. Почвы тёмно-каштановые.
По автомобильным дорогам расстояние до районного центра посёлка Мокроус — 29 км, до областного центра города Саратов — 160 км
Часовой пояс
Плёс, как и вся Саратовская область, находится в часовой зоне МСК+1. Смещение применяемого времени относительно UTC составляет +4:00.

## Население
Динамика численности населения
| 1926 | 1987 | 2002 |
| ---- | ---- | ---- |
| 110  | ≈420 | 347  |

| 2002 | 2010 |
| ---- | ---- |
| 346  | ↘335 |